# 샘 (영화)
"샘"은 2018년에 개봉한 대한민국의 영화이다.

## 캐스팅
- 최준영 : 마두상 역
- 류아벨 : 그녀 역
- 조재영 : 반성중 역
- 김경일 : 김기태 역
- 전운종 : 레오킴 역
- 류기산 : 옆집남 역
- 김평조 : 의사 역
- 황승환 : 마두상배우 역
- 박현지 : 기태여친 역
- 김유동 : 커플남 역
- 김세온 : 두번째 커플녀 역
- 이애리 : 첫번째 커플녀 역
- 임호선 : 햄버거녀 역
- 조용진 : 달동네 아이 역

## 수상
- 2017년 제18회 전주국제영화제 유니온투자파트너스상

## 같이 보기
- 2018년 대한민국의 영화 목록